# Eremothera minor
Eremothera minor är en dunörtsväxtart som först beskrevs av Aven Nelson, och fick sitt nu gällande namn av Warren Lambert Wagner och Hoch. Eremothera minor ingår i släktet Eremothera och familjen dunörtsväxter. Inga underarter finns listade i Catalogue of Life.